# 19614 Montelongo
19614 Montelongo (1999 OV1) là một tiểu hành tinh vành đai chính được phát hiện ngày 16 tháng 7 năm 1999 bởi nhóm nghiên cứu tiểu hành tinh gần Trái Đất phòng thí nghiệm Lincoln ở Socorro.